# Matt Ulrich
Matthew James Ulrich (30 de dezembro de 1981 – 5 de novembro de 2023) foi jogador profissional de futebol americano estadunidense que atuava como offensive guard na National Football League. Ele foi parte do time campeão do Super Bowl XLI jogando pelo Indianapolis Colts.
Ulrich morreu em novembro de 2023, aos 41 anos.